# Disturbo da somatizzazione
Il disturbo da somatizzazione è un disturbo mentale che si manifesta con la presenza di sintomi clinicamente significativi, multipli e ricorrenti sebbene non sia più considerata una diagnosi clinica. È un disturbo polisintomatico la cui caratteristica essenziale consiste nella massima estremizzazione degli aspetti presenti nel disturbo somatoforme.
Prende anche il nome di "sindrome di Briquet", il quale nel 1859 fu il primo a distaccarla dall'isteria per i non discontinui, ma cronici disturbi sul piano fisico, che coinvolgono più organi e non possono essere collegabili a cause conosciute.

## Psichiatria
Secondo il DSM-IV-TR (text revision), pubblicato nel 2000 dall'American Psychiatric Association (APA), il Disturbo da somatizzazione va considerato come un tipico esempio di classificazione nosografica residuale, ossia per esclusione: Quando si ha l'esclusione di altre diagnosi tramite gli esami medici, il soggetto e il suo caso clinico possono essere classificati all'interno di quest'etichetta. Non è chiara ad oggi l'eziologia e di conseguenza manca una cura effettiva, ricorrendo quindi a un trattamento solo sintomatico e palliativo. Tra questi trattamenti si hanno la somministrazione di antidolorifici, che possono essere più blandi come vari FANS da banco oppure più forti come il ketorolac o certi oppioidi-mimetici, per es. il tramadolo, normalmente usati nei decorsi post-operatori e in oncologia.

### Caratteristiche diagnostiche
Tale sindrome si presenta spesso come caso misto, in quanto consente il verificarsi di tutte le combinazioni possibili fra sintomi dolorosi soggettivi e segni oggettivi confermabili attraverso una qualche analisi clinica (reperti di laboratorio ed esame fisico). Perciò il sussistere di un qualche tipo di riscontro oggettivo può costituire anche solo una semplice coincidenza: il paziente può accusare lamentele indipendentemente dalla loro accertabilità obiettiva e dalla remissione e guarigione degli eventuali segni anatomopatologici.

### Diagnosi differenziale
La sintomatologia è di natura vaga, spesso mal definibile però comunque molto grave: disfagia, perdita della voce, dolore addominale o in qualsiasi altra parte del corpo, nausea, vomito, convulsioni, nevralgie, sonnolenza, paralisi, mancamenti, squilibri della pressione arteriosa, dispareunia, vari difetti dell'organo visivo, arrivando alla cecità.
Questo quadro può essere confuso con patologie mediche dove sono presenti segni somatici altrettanto poco chiari quanto molteplici e seri, dall'emocromatosi al lupus eritematoso sistemico, dalla sclerosi multipla all'iperparatiroidismo.
La diagnosi differenziale dev'essere compiuta anche rispetto a tutta una serie di psicopatologie apparentemente familiari ed elencate nel DSM e nell'ICD-10 dell'Organizzazione mondiale della sanità (OMS), dalla schizofrenia all'ipocondria.

### Decorso
Il Disturbo da somatizzazione è una patologia cronica e fluttuante, che si risolve in una guarigione completa solo di rado. Con una ciclicità periodica il paziente accusa nuove crisi sintomatiche acute che lo spingono a richiedere ulteriore attenzione medica. Viene consigliato il solo rapporto di sostegno con un medico di fiducia.
Una rilevante quota di malati, rifiutando l'idea che i suoi disturbi possano avere un'origine psicologica, evita un aiuto in tale direzione e si rivolge a molti dottori e specialisti cercando nuovi esami clinici e un trattamento che lo soddisfi sul piano fisico.

### Epidemiologia
La sua incidenza la rende non molto comune e varia a seconda degli studi effettuati dallo 0,2% al 2,0%. Molto rara la sua comparsa negli uomini, colpisce prevalentemente le donne.

### Legislazione
Per la quantità e qualità dei sintomi, questa patologia può minare la qualità della vita del paziente, in alcuni casi fino ad un'invalidità completa. Tuttavia la commissione del Ministero della Salute, a causa della mancanza di mezzi diagnostici univoci e quindi del potenziale rischio di abusi da parte di falsi invalidi, non la ha inclusa nella lista pubblicata sulla Gazzetta Ufficiale. Così tale malattia non dispone ad oggi di alcun riconoscimento legale. L'assenza di un sussidio pubblico lede non solo la dignità e l'autonomia del paziente, ma il mancato riconoscimento giuridico diventa per ciò stesso anche mancato riconoscimento sociale.

## Psicosomatica
Tra le varie teorie proposte per spiegare questa patologia, è emersa la PsicoNeuroEndocrinoImmunologia (PNEI), una disciplina scientifica che studia i rapporti tra mente, cervello e corpo. È scientificamente riconosciuto come le interazioni mentali possano alterare la struttura fisica del cervello e come il cervello possa, attraverso l'ipofisi, l'ipotalamo e il sistema nervoso autonomo, interagire con il sistema endocrino e indirettamente con il sistema immunitario. Le problematiche ansiogene o angoscianti possono portare a stress cronico, con ricadute anche gravi sull'organismo. Sebbene questa idea possa essere utile a comprendere a grandi linee l'eziologia del disturbo da somatizzazione, non fornisce spiegazioni nette sull'eziologia della patologia che rimane quindi ignota. Difatti, se la causa principale fosse imputabile soltanto allo stress e a come esso incide sul sistema nervoso ed endocrino, il disturbo da somatizzazione dovrebbe avere un'incidenza molto più alta e una maggior parità tra i sessi.
A sostegno di questa tesi vengono considerati il biofeedback, l'effetto placebo e gli effetti dell'ipnosi che sono fenomeni scientificamente riconosciuti e tenuti in considerazione durante le ricerche scientifiche (in ogni campo della ricerca in medicina gli esperimenti vengono svolti con almeno un gruppo di individui a cui viene somministrato un placebo invece del trattamento in studio. Questo proprio per evitare di attribuire al trattamento in studio proprietà che non possiede).
Jung e Hillman hanno cercato d'interpretare il Disturbo da somatizzazione nella prospettiva orientale del kundalinismo chakrico.